# Мартинюк Ростислав Михайлович
Ростислав Михайлович Мартинюк (5 червня 1971, Суми) — український журналіст, теле- та кінопродюсер, політичний консультант, дослідник східних фіно-угорських ідентичностей (історія ерзян, мокшан, мерян, вепсів, удмуртів та їх діаспор). З кінця 2010 років виступає як авторитетний експерт із церковної історії, антропології української шляхти ХІХ століття та Голодомору-геноциду 1932-1933. Голова Наглядової Ради благодійного фонду «Героїка», який розшукує та впорядковує українські військові поховання. Ко-продюсер художньої кінострічки Тараса Томенка «Будинок «Слово». Нескінчений роман» (2021), кінострічки Валентина Васяновича «Атлантида» (2019), серії документальних фільмів «Моя війна» (2023), короткометражного фільму Сергія Альошечкіна «Ідеальний друг» (2025). Експерт Українського Культурного Фонду (з 2023). 
У 2014-2020 роках член Експертної ради Державного агентства кіно, 2004-2016 — редактор україномовного сайту фіно-угорських новин ugraina.org (2004–2016) та редактор друкованого видання «Уґраїна», офіційного органу Київського товариства культури народів фіно-пермської групи. Учасник трьох українських експедицій на об'єкти ГУЛАГ Республіки Карелія та Соловецьких островів.

## Життєпис
Походить із станового козацтва Прилуцького полку (Голінка у сучасній Чернігівській області). 
1988 вступив до Воронезького університету в Російській Федерації, за фахом історик. 1989 підготував нарис про історію анексії Московським князівством Астраханського ханства в XVI столітті. Учасник українських політичних демонстрацій у Москві. На 1991 відносяться перші спроби збору інформації про фіно-угорське походження ідентичности «русских», зокрема у контактних українсько-російських зонах воронезького краю. 1995 повернувся до України, де у місті Суми стає помітним діячем молодіжного націоналістичного руху, входячи до кола лідерів СУМ «Сумщина»: Віктора Рога, Олега Медуниці, Руслана Дейниченка, Андрія Наталухи, Геннадія Іванущенка. У газеті «Гроно» орпилюднює перші есеї з історії Ерзянь Мастор, Удмуртії та Східної Слобожанщини. 1998 року переїхав до Києва, де працював спочатку для 7-го каналу київського телебачення, а згодом Першого Національного та 5 каналу.

## Діяльність
2000 року здійснив першу подорож до Ерзянь Мастор, де познайомився з ерзянським діячем Йовланем Оло та ерзянським письменником Алєксандром Дороніним, а 2004 - до вологодської та карельської Вепсляндії, де встановлює широкі зв'язки із вепськими культурними елітами. У лютому 2005 року відкрив перший україномовний сайт фіно-угорських новин Ugraina.Org, на якому просуває концепцію фіно-угорського походження росіян та коренізації їх ідентичності на базі мерянського, вепського та ерзянського субстратів. При цьому спирався на наукові розробки члено-кореспондента НАН України Ореста Ткаченка (1925-2021), який досліджував фіно-угорський мовний субстрат у живій російській (московській) мові, концептуалізувавши зібрані дані у докторській дисертації «Мерянский язык» (Київ, 1986). 
Протягом 2000-их років активно працював над згуртуванням діаспор фіно-угорських народів в Україні, взявши участь в організації першого З'їзду марійців України, який відбувся у Житомирській області. Також брав участь у формуванні комі, удмуртської та ерзянської громад України, зокрема впровадивши щорічне відзначення в Києві Дня ерзянської мови 16 квітня. 

Засновники руху «Вільний Ідель-Урал». Другий ліворуч — Ростислав Мартинюк (Ожомасонь Кірдя). Київ, 2018 р.

Автор низки полемічних статей та есеїв з проблем фіно-угорської політології та конфліктології. Відзначений подякою голови Державного Комітету Республіки Карелія у справах національної політики Євгенія Шорохова «За активну роботу з популяризації вепської культури в Україні, розвиток та зміцнення міжнаціональних зв'язків».
Авторитетний діяч ерзянського національного руху, відомий під ерзянським ім'ям Ожомасонь Кірдя, член товариства «Эрзянь Вал», лавреат премії «Ерзянин року» 2007 року. Багатолітній кореспондент ерзянської газети «Эрзянь Мастор». За даними телеканалу Еспресо, брав активну участь у створенні суспільно-політичного руху «Вільний Ідель-Урал». Здійснює консультування політичних емігрантів з фіно-угорських республік РФ.

## Родина
Онук конотопського журналіста Петра Носенка (1911-1993), праонук латвійського залізничного інженера Пилипа Могилка (1864-1918). 

## Публікації. Інтерв'ю
- Як українці з фіно-угрів росіян робили [Архівовано 15 червня 2017 у Wayback Machine.] // Обозреватель, 25 января 2007, 12:38. Розмовляла Майя Орел, ФДР; mirror [Архівовано 11 листопада 2017 у Wayback Machine.]

-  Московія була фактично фінно-угорською державою. І справді, саме Петро I організував, так би мовити, другу хвилю українізації фінно-угорських народів. Він зрозумів, що пробитися в Європу Московія може лише через слов'янський світ. Говорячи сучасною мовою, в цьому йому допомогли саме українські „політтехнологи“ — києво-могилянці на чолі з Феофаном Прокоповичем (останній, до речі, запропонував Петру назватися імператором. А до того Феофан пропонував імператорство Мазепі, але той відмовився, мабуть, був занадто демократ).
-  чим насправді був жовтневий переворот? Він був спробою звільнення фінно-угрів і євреїв від слов'янсько-німецького панування. До речі, недарма ж Ленін очолив більшовиків; у ньому ж злилася мордовська і єврейська кров. Недарма Леніна поховали у мавзолеї на місці злиття Москва-ріки і Неглинної: фінно-угри своїх вождів споконвіку бальзамували і ховали саме на злитті рік. Адже пролетаріат і середня ланка ВКП(б) сформувалися саме із ерзянського і мерянського плебсу, тому вони і вимагали, і підтримували таке поховання.

- «Український світогляд вартий того, щоб за нього померти і навіть зробити те, що в оцінці сусідів є злочином», — Ростислав Мартинюк [Архівовано 7 серпня 2018 у Wayback Machine.] // Ростислав Мартинюк, Степан Бандера, Голос Свободи, 28 березня 2015
- Рускоговорящіє українці своїм „какая разніца“ захищають московську владу, — РОСТИСЛАВ МАРТИНЮК // Відео
- Російськомовні бандерівці: хто вони і як впливають на Україну / РОСТИСЛАВ МАРТИНЮК / Бандерівські читання 2016 // Відео